# Carl Grünberg
Pour les articles homonymes, voir Grünberg.
Ne doit pas être confondu avec Karl Grünberg.
Carl Grünberg (né à Focșani (actuelle Roumanie) le 10 février 1861- mort à Francfort-sur-le-Main le 2 février 1940) est un professeur autrichien d'économie politique, d'histoire économique et de sociologie, proche du marxisme et du mouvement ouvrier. Considéré comme le père de l'austromarxisme, il est le directeur fondateur de l'Institut de recherche sociale de Francfort.

## Biographie
Fils de parents juifs, Grünberg fréquente le lycée germanophone (Gymnasium) de Czernowitz, en Bucovine, qui fait alors partie de l'Empire austro-hongrois. Après avoir passé son examen de maturité (baccalauréat), il part étudier le droit à Vienne en 1881, où Carl Menger et Lorenz von Stein sont ses principaux professeurs. Il obtient son doctorat en droit en 1886 et travaille quatre ans comme assistant dans un cabinet d'avocats avant de passer lui-même l'examen d'avocat en 1890. 
Il se tourne ensuite vers la science économique et continue ses études à l'université Kaiser-Wilhelm de Strasbourg (l'Alsace fait alors partie de l'Empire allemand), suivant les cours de Georg Friedrich Knapp et de Gustav Schmoller. Il se fait baptiser catholique en 1892. De retour à Vienne, il travaille comme avocat et, à partir de 1897, comme fonctionnaire de justice. Parallèlement, il obtient en 1894 son habilitation en économie politique et devient Privatdozent à l'université de Vienne (chargé de cours non rémunéré par l'université). 
Ce n'est qu'en 1899 qu'il obtient un poste universitaire rémunéré et peut abandonner son gagne-pain de juriste. En 1909, il est nommé professeur ordinaire et en 1912, malgré l'opposition considérable de certains collègues, il est élu à la chaire d'histoire économique moderne nouvellement créée à l'université de Vienne.
En 1893 Grünberg cofonde, avec Ludo Moritz Hartmann (de), la revue d'histoire économique et sociale Zeitschrift für Wirtschafts- und Sozialgeschichte. Plus tard, il fonde et dirige, de 1911 à 1930, la revue d'histoire du socialisme Archiv für die Geschichte des Sozialismus und der Arbeiterbewegung, qui publie notamment Georg Lukács et Marxisme et philosophie de Karl Korsch. 
Grünberg a parmi ses élèves de nombreux représentants de l'austro-marxisme, dont Hilferding, Otto Bauer et Max Adler. Karl August Wittfogel, l'auteur du Despotisme oriental (1956), ainsi que Henryk Grossmann sont aussi ses étudiants. Après la proclamation de la République d'Autriche, lorsque les socialistes participent pour la première fois au gouvernement, Grünberg obtient en 1919 la chaire d'économie politique et de politique économique. Il devient également directeur de l'Institut des sciences politiques et économiques (Staatswissenschaften) de l'Université de Vienne.
En 1923, Felix Weil (en), le mécène qui finance la création de l'Institut de Recherche sociale, prédécesseur de l'École de Francfort, lui demande d'en devenir le premier directeur, ce qu'il accepte. Il renonce à cette charge en 1929 après une crise cardiaque ; il est remplacé à ce poste par Friedrich Pollock, puis Max Horkheimer.
Victime de persécutions antisémites pendant le régime nazi, il ne peut pas quitter l'Allemagne en raison de sa grave maladie. Le 2 février 1940, il est convoqué à la Gestapo de Francfort et meurt le jour même dans des circonstances non élucidées.